# Смолин, Николай Фёдорович
Николай Фёдорович Смолин (16 июля 1888, Платоновка, Пермская губерния, Российская империя — 1 мая 1962, Новосибирск, 
РСФСР, СССР) — художник-портретист.

## Биография
Родился 16 июля 1888 года в Платоновке Пермской губернии. Отец художника трудился на золотых приисках, мать происходила из семьи рабочих и занималась хозяйством по дому. Детство Николая Смолина прошло возле речки Серебрянки и в степях Приволжья недалеко от Самары
Во время учёбы в Челябинскои городском училище делает первые художественные наброски.

### Переезд в Томск
В 1900 году перебирается с семьёй в Томск, где поступает в ремесленное училище, осваивая профессию слесаря. Однако влечение к искусству не покидает Смолина и приводит его в художественную студию Августы Степановны Капустиной-Поповой. Через некоторое время он проникает в художественную среду Томска, начинает посещать выставки. Сильное впечатление на Смолина произвела приехавшая из Петербурга выставка передвижников, где, по воспоминаниям художника, экспонировались картины Сурикова, Репина, Маковского и других известных художников.

### Учёба в Казани
Выставка передвижников стимулирует в Смолине желание стать художником, и он поступает в Казанскую художественную школу, где обучается у П. В. Дзюбанова, Х. Н. Скорнякова и Н. И. Фешина.

### Возвращение в Томск
Затем художник пытается получить финансовую поддержку от Челябинской городской управы для поступления в Академию художеств Санкт-Петербурга, но терпит неудачу и, вероятнее всего в 1911 году, возвращается в Томск, где ведёт активную жизнь. Работает преподавателем в Томской женской прогимназии, трудовой советской школе, на рабфаке. До 1920 года состоит в Томском обществе любителей художеств, в 1925 году создаёт томский филиал Ассоциации художников революционной России, в котором становится председателем, с 1933 по 1935 год руководит томским отделением Союза советских художников

### Жизнь в Новосибирске
В 1935 году Николай Смолин переезжает в Новосибирск. Здесь он отошёл от активной общественной жизни, что, вероятно, было связано с ухудшением здоровья. И тем не менее живописец вступает в 1940 году в ВКП(б), принимает участие в областных и республиканских выставках.
В Новосибирске круг знакомств Смолина был очень обширен. По воспоминаниям новосибирского художника Абрама Бертика в его неблагоустроенный деревянный дом на 
улицу Кирова приходили «архитектор Крячков, преподаватели Сибстрина Макаров и Беляев», у художника также гостили писатель Афанасий Коптелов, поэты Александр Смердов и Елизавета Стюарт, портреты которых он написал.
В период Великой Отечественной войны Смолин создавал портреты творческих деятелей, эвакуированных из Ленинграда: дирижеров 
Е. А. Мравинского, Курта Зандерлинга, знаменитого музыковеда И. И. Соллертинского, актеров К. В. Скоробогатова, Н. К. Симонова, Н. С. Рашевской, пианистки Р. В. Тамаркиной. Некоторые из этих работ были сделаны как наброски во время концертов Ленинградской филармонии.
Впоследствии Николаю Фёдоровичу предоставили комфортную квартиру на Большевистской улице напротив механического завода «Труд», что позволило ему стать ближе к героям своих произведений — работников этого предприятия он начал писать ещё в 1938 году.
Художник умер 1 мая 1962 года в Новосибирске.

## Особенности творчества
Николай Смолин работал над пейзажами, натюрмортами, картинами на историко-бытовые темы, тем не менее из всего творческого наследия художника в первую очередь сохранились именно портреты, в некоторых из них умело сочетаются склонность к реализму с особенностями фешинской школы.
Очень удачными получились портреты отца, сыновей и жены художника, написанные ещё в Томске, портрет преподавателя рабфака В. С. Неметца.
Большие полотна Смолина неизвестны. Сохранилась фотография 1957 года, на которой он запечатлён работающим над произведением «Скорая помощь».

### Оценки
Писатель Афанасий Коптелов отмечал «силу и зрелость» таланта художника, «психологическую углубленность» его портретов.
Эвакуированные в Новосибирск сотрудники Третьяковской галереи на персональной выставке 1944 года восхищались его работами и отмечали, что Смолин — это «крупный художник периферии, в особенности как портретист».

## Произведения
- «Портрет жены на фоне зелени» (1912)
- «Портрет архитектора П. Ф. Федоровского» (1915)
- «Автопортрет с трубкой» (1916)
- «Рабфаковка» (1930)
- «Портрет В. С. Неметца» (1932)
- «Портрет поэта А. И. Смердова» (1943)
- «Портрет архитектора А. Д. Крячкова» (1943)[2]

- «Портрет Елизаветы Стюарт» (1944)
- «Портрет электрика-рационализатора Н. А. Безродного» (1956—1957)
- «Автопортрет» (1958)
- «Портрет А. С. Никулина» (1961)

### Места хранения
Многие произведения Николая Смолина хранятся в краеведческом и художественном музеях Новосибирска.
В 2011 году внучка электрика Н. А. Безродного передала Новосибирскому художественному музею портрет деда, подаренный этому работнику Смолиным.